# هاوارد دیویس (ورزشکار)
هاوارد دیویس (انگلیسی: Howard Davis؛ زادهٔ ۲۷ آوریل ۱۹۶۷) ورزشکار دو و میدانی اهل جامائیکا است.